# Jennifer Gillom
Jennifer Gillom, född den 13 juni 1964 i Abbeville, Mississippi, är en amerikansk basketspelare som tog tog OS-guld 1988 i Seoul. Detta var USA:s andra OS-guld i dambasket i rad. 

## Klubbhistorik

### Spelarhistorik
- Minnesota Lynx (2009)
- Los Angeles Sparks (2010–2011)

### Coachhistorik
- Minnesota Lynx (2008)
- Washington Mystics (2012–idag)